# رود پوکشنگا
رود پوکشنگا (انگلیسی: Pokshenga) یک رودخانه در استان آرخانگلسک کشور روسیه است.